# Judith mit ihrer Magd
Das kleine hochrechteckige Tafelbild mit der Darstellung der alttestamentarischen Heldin Judith mit ihrer Magd ist Ende der 1480er Jahre entstanden und wird dem Florentiner Maler Domenico Bigordi genannt Ghirlandaio zugeschrieben. Es befindet sich heute in der Gemäldegalerie in Berlin.

## Material und Malweise
Das hochrechteckige Gemälde wurde auf Pappelholz mit Ölfarbe gemalt, vermutlich Tempera. Die Verwendung von Pappelholz lässt u. a. auf den Entstehungsraum schließen, in diesem Fall Italien. Die Farbe ist an manchen Stellen sehr dünn aufgetragen, dies ist vor allem am Schwert in Judiths Hand zu erkennen. Die leicht orange-rote Farbe ihres Kleides und die dunkle Farbe des Umhangs scheinen durch das Schwert hindurch. Mit feinen Pinselstrichen und -punkten setzte er Lichtpunkte, erkennbar im Haar der beiden Frauen und am Relief.
In einer Vorstudie zum Tafelbild, die sich im Hessischen Landesmuseum in Darmstadt befindet, geht die Kunsthistorikerin Jean K. Cadogan davon aus, dass der Künstler „das Licht am Torso und die Positionierung und Modellierung der Hände genau ausgearbeitet hat“. In dieser Vorstudie ist ebenfalls das Schwert, das in der rechten Hand der Frau gehalten wird, eingezeichnet. Aus der Positionierung der linken Hand, die in die Hüfte gestemmt ist und dem Schwert in der anderen lässt, sich vermuten, dass für Ghirlandaio die Darstellung der Judith schon eine fertige Idee war.
Die Reliefs im Gemälde hatten vermutlich reale Vorbilder. So erkannte Hermann Egger, dass es Ähnlichkeiten zwischen dem Relief hinter der Magd und einer Zeichnung im Codex Escurialensis, einem Skizzenbuch das der Werkstatt Ghirlandaios zugeschrieben wird, gibt. Die Zeichnung zeigt das Relief eines Sarkophags, welches sich heute im Louvre in Paris befindet und ursprünglich in der Kirche San Francesco a Ripa in Rom war. Wie auf dem Gemälde im Relief, so ist auch auf der Zeichnung im Codex in der Mitte eine Figur zu sehen, die allem Anschein nach ein Zentaur ist. Dies ist am menschlichen Oberkörper und dem Unterkörper eines Pferdes zu erkennen. Auf dem Gemälde ist, anders als auf der Zeichnung, eine Tafel am Stab angebracht, den der Zentaur hält. Auch sitzt auf beiden Versionen eine Frau auf dem Rücken des Zentaur und im Vordergrund ist ein Kleinkind zu sehen, wobei es sich in der Zeichnung vermutlich aufgrund der Flügel um einen Putto handelt. Das Relief, das hinter der Judith zu sehen ist, weist Ähnlichkeiten zu einem Relief an der Ostfassade am Konstantinbogen in Rom auf. Auf beiden Versionen ist eine Schlachtszene zu sehen, mit Pferden, Schildern, Trompeten und kämpfenden Männern. Es handelt sich dabei um eine Szene der Dakerkriege des römischen Kaisers Trajan im 1. Jahrhundert n. Chr.
Dem Essay von Dr. Sally Hickson zufolge hatte Ghirlandaio eine Vorliebe für wehende und drapierte Stoffe. Dies ist vor allem an der Kleidung der Magd der Judith zu erkennen. Die junge Frau scheint, anders als Judith, in Bewegung zu sein. Durch ihre wehende Kleidung wirke es so, als ginge ein Windstoß durch den Raum, der jedoch nur die Magd trifft, denn die Kleidung der Judith bleibt bewegungslos, so wie sie selbst bewegungslos dasteht. Die Magd auf dem Gemälde ähnelt einer der Figuren auf Ghirlandaios Fresken in der Tornabuoni-Kapelle in Florenz. Sie scheint fast eine spiegelverkehrte Kopie der von rechts hereinschreitenden Frau bei der Geburt von Johannes dem Täufer zu sein. Unterschiedlich sind Farbe, Halsausschnitt als auch die Stickereien auf den Gewändern der beiden Frauen. Der Faltenwurf und wie das Kleid im Oberkörperbereich der Frauen anliegt, deutet jedoch Ähnlichkeiten. Auch halten beide Frauen mit einer Hand den Korb auf dem Kopf und in der anderen jeweils einen Krug. Diese Ähnlichkeit lässt aus diesem Grund vermuten, dass es sich bei Judith und ihrer Magd vermutlich um eine Vorzeichnung für das Fresko und somit um eine Auftragsarbeit für die Familie Tornabuoni handeln könnte. Michael Rohlmann bezeichnet dabei diese in den Raum schreitende Frau als Idealfigur, die vermutlich ihren Ursprung in römischen Reliefs hatte. Ein ähnlicher Figurentyp dieser Frau lässt sich auch bei anderen Künstlern finden u. a. Filippo Lippi (1406 – 1469) und Sandro Botticelli (1445 – 1510), die beide ebenfalls Fresken in der Santa Maria Novella anfertigten. Dass sich Ghirlandaio vermutlich auch an Botticellis Werken inspirieren hat lassen, lässt sich vielleicht daraus schließen, dass beide in der Kirche Ognissanti in Florenz („Hl. Hieronymus“ von Ghirlandaio, „Hl. Augustinus“ von Botticelli) sowie in der Sixtinischen Kapelle in Rom („Versuchung Christi“ von Botticelli, „Berufung der ersten Apostel“ von Ghirlandaio) zusammenarbeiteten. Für die Magd könnte jedoch auch eine andere Figur als Vorbild gedient haben, die Dovizia von Donatello, eine Skulptur die auf einer Säule auf dem Mercato Vecchio, heute die Piazza della Repubblica, stand und zwischen 1428 und 1430 entstanden sein soll. Nicht bekannt ist, ob die Dovizia im 18. Jahrhundert von der Säule fiel oder demontiert wurde, da sie bis heute als verschollen gilt. Bei der Dovizia handelt es sich um die Personifikation des Überflusses und des Reichtums und sie symbolisiert somit den Wohlstand der Stadt Florenz. Dargestellt wird die Dovizia dabei mit einem Korb auf dem Kopf, den sie festhält, und einem Füllhorn, ähnlich wie die Magd auf Ghirlandaios Gemälde und der Frau auf dem Fresko in der Santa Maria Novella. So scheint es auch bei der Dovizia auszusehen, als würde sie mit wehender Kleidung in Bewegung sein.

## Bildzustand
In der Mitte des Bildes, auf der Höhe des Korbes auf dem Kopf der Magd, sind leichte senkrechte Rissspuren zu erkennen. Im unteren Bildrand, vor allem an der linken Ecke ist zu sehen, wie die Farbe etwas abblättert. Dies wird vom Bilderrahmen, bei dem es sich vermutlich um einen zeitgenössischen Rahmen handelt, verdeckt. In der oberen rechten Ecke, in der freiliegenden Gegend des Reliefs, sowie an den Wänden in der Mitte, sind leichte Spuren von Craquelé zu erkennen.

## Datierung
Auf dem Tafelbild ist eine Jahreszahl im unteren Relief in römischen Ziffern zu erkennen. In der Gemäldegalerie in Berlin wird das Tafelbild auf das Jahr 1489 datiert. Auf der Internetseite der Staatlichen Museen zu Berlin wird jedoch die römische Ziffer „MCCCCL/XXXVII“, also 1487, angegeben. Im Katalog von Delaroche von 1812 wird das Tafelbild wiederum auf das Jahr 1488 datiert. Daraus lässt sich schließen, dass die letzten römischen Ziffern auf dem gemalten Relief nicht eindeutig zu erkennen sind und die Datierung dadurch nicht präzise genannt werden kann. Dennoch kann darauf hingewiesen werden, dass es mit Sicherheit Ende der 1480er Jahre entstanden ist.

## Beschreibung
Auf dem Gemälde sind zwei Frauen in einem Raum zu sehen. Die linksstehende Frau hält in einer Hand einen Krug und mit der anderen hält sie einen Korb auf ihrem Kopf fest, in dem ein abgeschlagenes Haupt eines Mannes liegt. Die Frau auf der rechten Seite blickt leicht nach hinten und hält in ihrer rechten Hand ein Schwert. Die linke Hand hat sie auf ihrer Hüfte gestützt. Beide Frauen tragen antikisierende Kleider. Das Kleid, der vom Betrachter aus rechtsstehenden Frau, ist am Saum mit goldfarbenen Bordüren bestickt und um ihren Hals trägt sie eine Kette. Daraus lässt sich schließen, dass es sich vermutlich um eine in der Gesellschaft höherstehende Person handelt als die auf der linken Seite stehenden Frau. Der Maler scheint besonderen Wert auf den Faltenwurf der Kleidung gelegt zu haben.
Im Hintergrund ist auf der oberen linken Seite des Bildes der Blick auf eine Küstenlandschaft freigelegt. Auf dem Wasser ist ein Schiff sowie ein Stadttor zu erkennen. An den Wänden sind Reliefs von Kampfszenen mit mythologischen Figuren zu erkennen. Das Gemälde wurde im linken Relief unter dem Fenster datiert. Eine der Figuren hält ein Schild, auf dem mit römischen Ziffern „MCCCCL/XXXVII“ steht.

## Ikonografie
Bei den beiden Frauen im Tafelbild handelt es sich um die biblische, alttestamentarische Figur der Judith mit ihrer Magd. Dem Lexikon der christlichen Ikonographie (LCI) zufolge zählt die gezeigte Szene zu einer der am häufigsten dargestellten in der Renaissance. Judith trägt in ihrer rechten Hand das Schwert, mit dem sie Holofernes, den Oberbefehlshaber der assyrischen Truppen, enthauptet hat (Buch Judith, Kapitel 13, Verse 6 – 8). Anders als in der Bibel befindet sich der Kopf des Holofernes nicht in einem Sack, sondern wird in einem Korb präsentiert. Dies ist vermutlich der künstlerischen Freiheit des Malers geschuldet.
Der Raum, in dem sich Judith mit ihrer Magd befindet, scheint in einem Palast zu sein. Da im offenen Fenster ein Stadttor zu erkennen ist, lässt sich daraus schließen, dass die beiden Frauen in ihre Stadt Betulia zurückgekehrt sind um über die Befreiung von den Assyrern zu berichten.

### Bedeutung der Judith für das Florenz der Medici
Die Figur der Judith ist, neben David, der den Riesen Goliath erschlug, für Florenz Ende des 15. Jahrhunderts kein unwichtiges Thema. Beide gelten als Schutzpatrone der Stadt. Judith symbolisiert jedoch auch Aufstieg und Fall der Familie Medici. Zur Zeit der Regierung der Medici stand sie für Tugend und Demut der Familie, als diese aus Florenz vertrieben wurde jedoch für die Befreiung der Bürger.
Die Republik Florenz wurde seit ca. Mitte der 1450er Jahre von der Familie Medici regiert und 1494 wurde die Stadt vom französischen König Karl VIII. (1470 – 1498) belagert. Eine wichtige Rolle in der Vertreibung der Familie Medici aus Florenz und die Vermeidung einer Plünderung der Stadt durch König Karl VIII. spielte der Dominikaner und Bußprediger Girolamo Savonarola (1452 – 1498). Er verurteilte den luxuriösen Lebensstil der Familie Medici und rief die Bürger der Stadt dazu auf, zurück zu den christlichen Tugenden zu kehren.
Rinaldo degli Albizzi (1370 – 1442) gehörte der Florentiner Patrizierfamilie Albizzi an, eine der rivalisierenden Familien neben den Peruzzi und Gianfigliazzi. Er warf Cosimo de’ Medici (1389 – 1464), genannt il Vecchio, vor, sich gegen die Bürger von Florenz erheben zu wollen. Grund dafür war der Bau eines neuen Palazzo der Medici. Cosimo und weitere Mitglieder der Familie Medici wurden 1433 von Rinaldo für zehn Jahre ins Exil nach Padua und Venedig geschickt. Die Medici Bank verfügte über mehrere Filialen u. a. in Venedig und Rom. Cosimo hatte das Familienvermögen noch vor seiner Verbannung ins Exil nach Venedig transferiert. Er konnte über Freunde aus dem Exil heraus weiterhin Einfluss in die Politik von Florenz nehmen. Ein Jahr später, 1434, kam es erneut zur Machtübernahme der Medici in Florenz. Cosimo schickte daraufhin seinen Gegner Rinaldo degli Albizzi ins Exil und regierte bis zu seinem Tod im Jahre 1464 die Stadt Florenz. Nachfolger wurde sein Sohn Piero (1416 – 1469), genannt il Gottoso. Dieser starb wenige Jahre später, 1469, woraufhin sein Sohn Lorenzo (1449 – 1492), genannt il Magnifico, seine Nachfolge antrat. Dieser trat 1466 in den Consiglio dei Cento ein. Er regierte, wie auch schon sein Großvater Cosimo und sein Vater Piero, aus dem Hintergrund. Im Jahre 1478 kam es zur Pazzi-Verschwörung. Die Pazzi war ebenfalls eine rivalisierende Familie, die die Macht der Medici stürzen wollten. Weitere Rivalen waren u. a. Papst Sixtus IV. (1414 – 1484), Ferdinand I. von Neapel (1424 – 1494), Girolamo Riario (1443 – 1488) und Francesco Salviati (1443 – 1478), der Erzbischof von Pisa. Geplant war, um die Herrschaft der Medici in Florenz zu stürzen, Lorenzo und seinen Bruder Giuliano de Medici (1453 – 1478) zu ermorden. Am 26. April 1478, dem Ostersonntag, kam es in der Kathedrale Santa Maria del Fiore in Florenz schließlich zum Mord an Giuliano durch Bernardo Bandini (1420 – 1479) und Francesco de Pazzi (1444 – 1478). Sein Bruder Lorenzo hingegen konnte sich in die Sakristei der Kathedrale retten und überlebte den Anschlag.
Da es nicht zu dem erhofften Sturz der Medici in Florenz kam, schickten Papst Sixtus IV., und Ferdinand I. ihre Truppen, um in den Krieg gegen Florenz zu ziehen und die Macht der Republik zu stürzen. Lorenzo gelang es jedoch, Frieden mit Ferdinand I. zu schließen und somit auch mit Sixtus IV. Lorenzo regierte Florenz bis zu seinem Tod im Jahre 1492 mit Autorität und Klugheit und festigte den Frieden der Stadt. Nach seinem Tod sollte es jedoch erneut zu Unruhen in Florenz kommen. Als Regierender der Stadt folgte Lorenzos Sohn Piero di Lorenzo de’ Medici (1472 – 1503), genannt il Fatuo. Piero wurde il Fatuo genannt, weil er, anders als sein Vater Lorenzo, keine politischen Erfolge in Florenz erzielen konnte. Es kam erneut zu einem Krieg. Der König Frankreichs Karl VIII. wollte Neapel erobern. Piero entschied sich die Stadt zu unterstützen, obwohl sie Frankreich verbunden war. Als Karl VIII. die Stadt Sarzana besetzte, die zu dieser Zeit Florenz angehörte, wollte sich Piero bei ihm entschuldigen, indem er auf Verlangen von Karl VIII. hin die Städte Pisa, Livorno, Sarzana, Sarzanello und Pietrasanta abtrat. Piero kehrte nach Florenz zurück und musste feststellen, dass die Abtretung der Städte ein schlechter Zug war. Die Signoria der Stadt wendete sich von ihm ab. Nach einem missglückten Putschversuch, mithilfe von Paolo Orsini (1450 – 1503), flüchtete Piero nach Bologna und Venedig. Auch seine beiden Brüder Giovanni, der spätere Papst Leo X. (1475 – 1521), und Giuliano (1479 – 1516) mussten ins Exil.

## Geschichte und Provenienz
Vermutlich handelt es sich bei dem Gemälde der Judith mit ihrer Magd um eine Auftragsarbeit des Mäzens Francesco Sassetti (1421 – 1490). Dies lässt sich, so Schumacher, vermutlich anhand der „feinmalerischen Präzision“ des Künstlers als auch an der antikisierenden Darstellung erkennen. Eine andere Vermutung ist, dass es sich bei dem Gemälde um eine Vorzeichnung für die Tornabuoni-Kapelle in der Basilika Santa Maria Novella in Florenz handelt. Als Inspirationsquelle sollen dabei eine der drei Grazien von Sandro Botticellis „Primavera“ (um 1482/1487 entstanden) und die Salome in Filippino Lippis Fresko im Dom von Prato gedient haben. Das Gemälde gehört zur Sammlung Giustiniani und wurde durch den preußischen König Friedrich Wilhelm III. während seines Aufenthaltes in Paris 1815 für das damals geplante Berliner Museum erworben.

## Zuschreibung
Das Gemälde der Judith mit ihrer Magd wurde lange Zeit dem italienischen Maler Andrea Mantegna (1431 – 1506) zugeschrieben u. a. ist dies im Katalog Galerie Giustiniani von Charles Paul Landon (1760–1826) zu lesen. Außerdem gibt Landon in seinem Katalog an, dass Judith das Haupt des Holofernes trage.